# 99Y
99Y är ett svenskt äventyrsspel från svenska demogruppen Castor Cracking Group. När spelet släpptes användes dock namnet UK Lead. Spelet utvecklades i The Quill Adventure System.

## Mål
Målet med spelet är att rädda jorden genom att hitta en diamant. Spelet består inte av så många pussel, utan svårigheten är att hitta diamanten.